# Сантос Силва, Рейналдо дос
Рейналдо дос Сантос Силва, известный также как Рейналдо (порт.-браз. Reynaldo dos Santos Silva; род. 24 августа 1989, Арапирака, Алагоас) — бразильский футболист, полузащитник.

## Карьера
Свою карьеру Рейналдо начал в молодёжном составе бразильского «Спорт Ресифи». В 2007 году подписал контракт с «Наутико Ресифи», а через год покинул команду и летом 2008 года подписал новый контракт с бельгийским «Андерлехтом». В январе 2010 года Рейналдо был арендован другим бельгийским клубом «Серкль Брюгге» (до 30 июня 2010). Он оставался в «Андерлехте» в первой половине сезона 2011/12, но вскоре был арендован «Вестерло» на вторую половину сезона.
В феврале 2013 года Рейналдо вошёл в состав агдамского «Карабаха», игравшего в чемпионате Азербайджана. В составе «Карабаха» стал чемпионом в сезоне 2013/14 и лучшим бомбардиром чемпионата с 22-я забитыми мячами.
Зимой 2018 года перешёл в казахстанский «Актобе». 31 марта дебютировал за новый клуб в матче против «Кайрата» (1:1).

## Достижения
«Карабах» (Агдам)
- Чемпион Азербайджана (3): 2013/14, 2014/15, 2015/16
- Обладатель Кубка Азербайджана (1): 2014/15
- Лучший бомбардир чемпионата Азербайджана: 2014
- Лучший игрок февраля и марта и автор лучшего гола февраля: Азербайджанская профессиональная футбольная лига, 2014[7]

## Личная жизнь
Живёт в гражданском браке с девушкой из Бразилии.